# Ranunculus trichocarpus
Ranunculus trichocarpus là một loài thực vật có hoa trong họ Mao lương. Loài này được Boiss. & Kotschy miêu tả khoa học đầu tiên.